# Solidago brendiae
Solidago brendiae, vrsta trajnice iz sjeveroistočne Sjeverne Amerike. Pripada rodu zlatošipka i tribusu Astereae. Naraste do 160 cm visine. Listovi su dugački i uski a širi se podzemnim rizomima.
Vrsta je raširena po kanadskim provincijama Québec, Newfoundland, New Brunswick Nova Škotska i Otok Princa Edwarda.